# Corina Chiriac
Corina Chiriac (Bucarest, 26 ottobre 1949) è una cantautrice, regista e attrice rumena.

## Biografia
Nata a Bucarest da Mircea Chiriac, compositore rumeno, e Elisabeta Chiriac, professoressa di pianoforte presso il conservatorio Ciprian Porumbescu, ha sviluppato fin dalla tenera età una forte passione per la musica.
Da giovane iniziò a studiare pianoforte prima con la madre e poi con la pianista e amica di famiglia Rodica Suțu, tuttavia avendo le dita troppo corte, affiancò al pianoforte lo studio del violino. Nel 1955 si iscrive alla Scuola di Musica N°1 di Bucarest con indirizzo principale violino e secondario pianoforte, studiando per 6 anni con il professore George Manoliu, affiancato da Petre Munteanu e Ilarion Ionescu - Galați. Continuò gli studi di violino al Liceo speciale di musica N°1 della capitale romena, venendo affiancata dai grandi nomi della musica nazionale di allora.
Nel marzo 1971 rappresentò la Romania al Cervo d'oro di Brașov, condividendo il terzo premio con la cantante belga Lily Castel.
Ha registrato oltre 500 canzoni e si è esibita in molti programmi televisivi rumeni. Ha viaggiato nell'Europa dell'Est durante gli anni '70 e all'inizio degli anni '80.
Tra il 1988 e il 1994 ha vissuto negli Stati Uniti. Per la sua popolarità in Romania, ha ricevuto l'offerta di Walt Disney Pictures di doppiare Ursula nel 1994 e nel 2005 per la versione rumena del film La sirenetta.

## Discografia parziale
EP
- Valurile Dunării (1971), Electrecord EDC 10.240
- Sîmbătă seara (1973), Electrecord EDC 10.328

LP
- Eu sînt Corina! (1981), Electrecord EDE 01899
- Noapte bună, pe mîine (1983), Electrecord EDE 02281
- Corina (1985), Electrecord EDE 02774, STC 00314
- Și ieri, și azi, și mîine (1988), Electrecord ST-EDE 03362
- Deschid fereastra (1995), Electrecord EDE 04394 - LP, STC 001051

CD
- Serenadă pentru Carul Mare (2002), Intercont Music IMMCD 1206 - CD, IMMC 1206
- Opriți timpul. Mari succese, vol. 1 (2005), Electrecord EDC 575
- Ne cunoaștem din vedere. Mari Succese, vol. 2 (2005), Electrecord EDC 637
- Inimă nebună. Mari Succese, vol. 3 (2006), Electrecord EDC 722
- Strada Speranței (CD allegato al nr. 36 della rivista "Taifasuri" di 27.09.2007)
- Vol 28 - Muzică de Colecție Corina Chiriac (CD allegato al giornale Jurnalul Național, edizione da collezione del 19.11.2007)
- Mărțișor Prințișor. Best of (2009), OVO Music 0033
- O rochie de mireasă (2010), Cat Music 101 2711 2

## Filmografia
- Cu mâinile curate nel ruolo della cantante (1972)
- Aventuri la Marea Neagră nel ruolo di Barbara (1972)
- Roșcovanul nel ruolo di Suzi (1976)
- La sirenetta, nel ruolo di Ursula (doppiaggio)[3](1994/2005)